# Agapetus armatus
Agapetus armatus är en nattsländeart som först beskrevs av Mclachlan 1879.  Agapetus armatus ingår i släktet Agapetus och familjen stenhusnattsländor. Inga underarter finns listade i Catalogue of Life.